# Vlag van Koerland

Staatsvlag van Koerland (ratio 1:2)

De vlag van Koerland was in gebruik tijdens de duur van het Hertogdom Koerland 1561-1795. In 1795 zou Peter Biron zijn macht afstaan aan het Rusland van Catharina II van Rusland.
De vlag was tweekleurig met de kleuren rood boven wit. Deze kleuren zijn ook terug te vinden in de vlaggen van twee reeds bestaande Europese staten in de nabijheid van de voormalige staat Koerland, de vlag van Letland en de vlag van Polen. 
De kleuren moeten vermiljoen en helder wit zijn, twee tamelijk traditionele Baltische kleuren.

## Andere vlaggen gebruikt in Koerland

??Civiele vlag (ratio 1:2)
??Marinevlag (ratio 1:2)

## Hertogelijke standaards

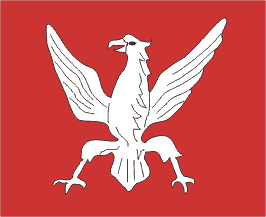
Hertogelijke standaard ter land (ratio 1:1)
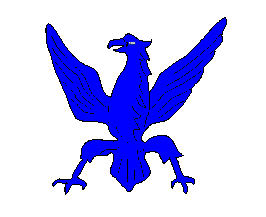
Hertogelijke standaard ter zee (ratio 1:1)